# Rijsmand

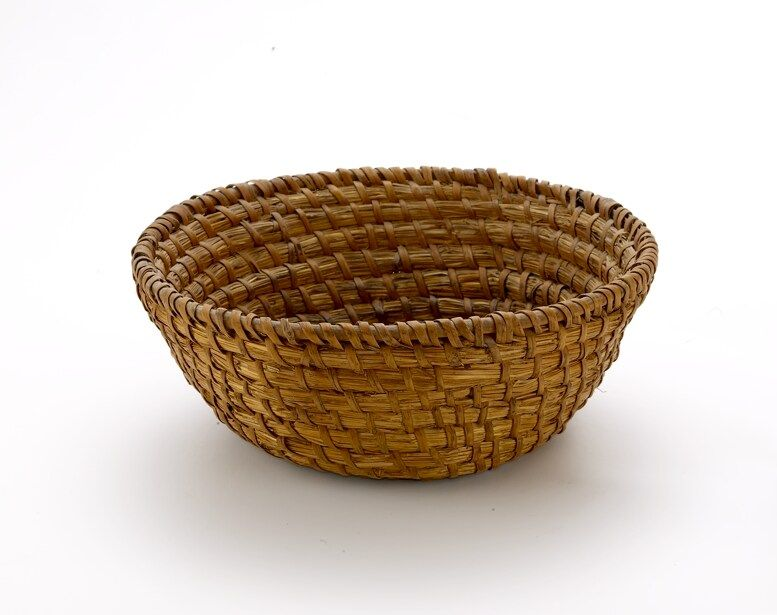
traditionele Franse ronde rijsmand van stro

Een rijsmand of gaarkorf, in België ook een banneton genoemd is een mand waarin brooddeeg kan rijzen. De mand wordt gebruikt om tijdens het rijzen vorm structuur en stevigheid aan te brengen aan het brooddeeg tijdens de laatste rijsfase. 

## Gebruik

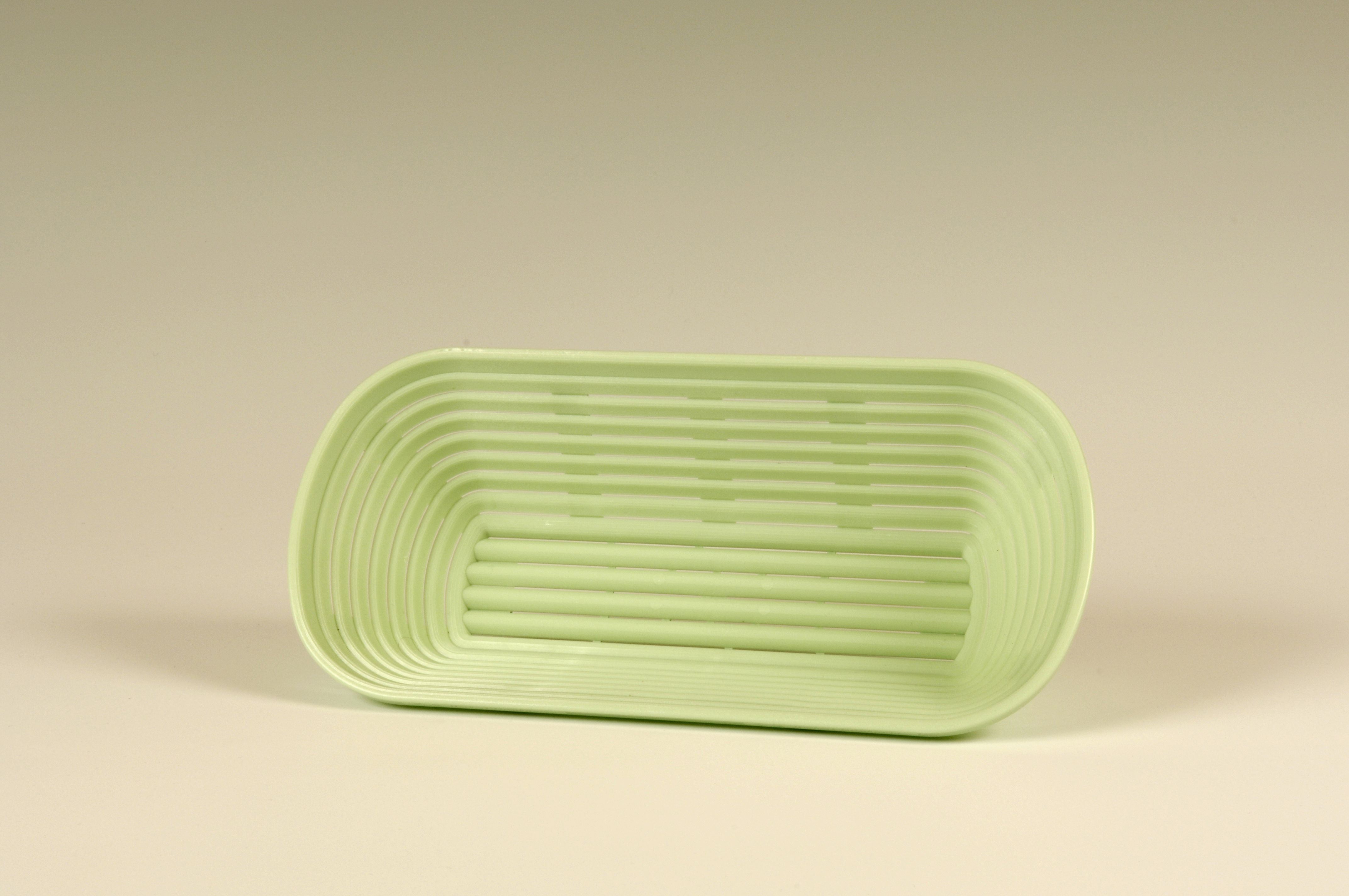
langwerpige Duitse kunststof rijsmand

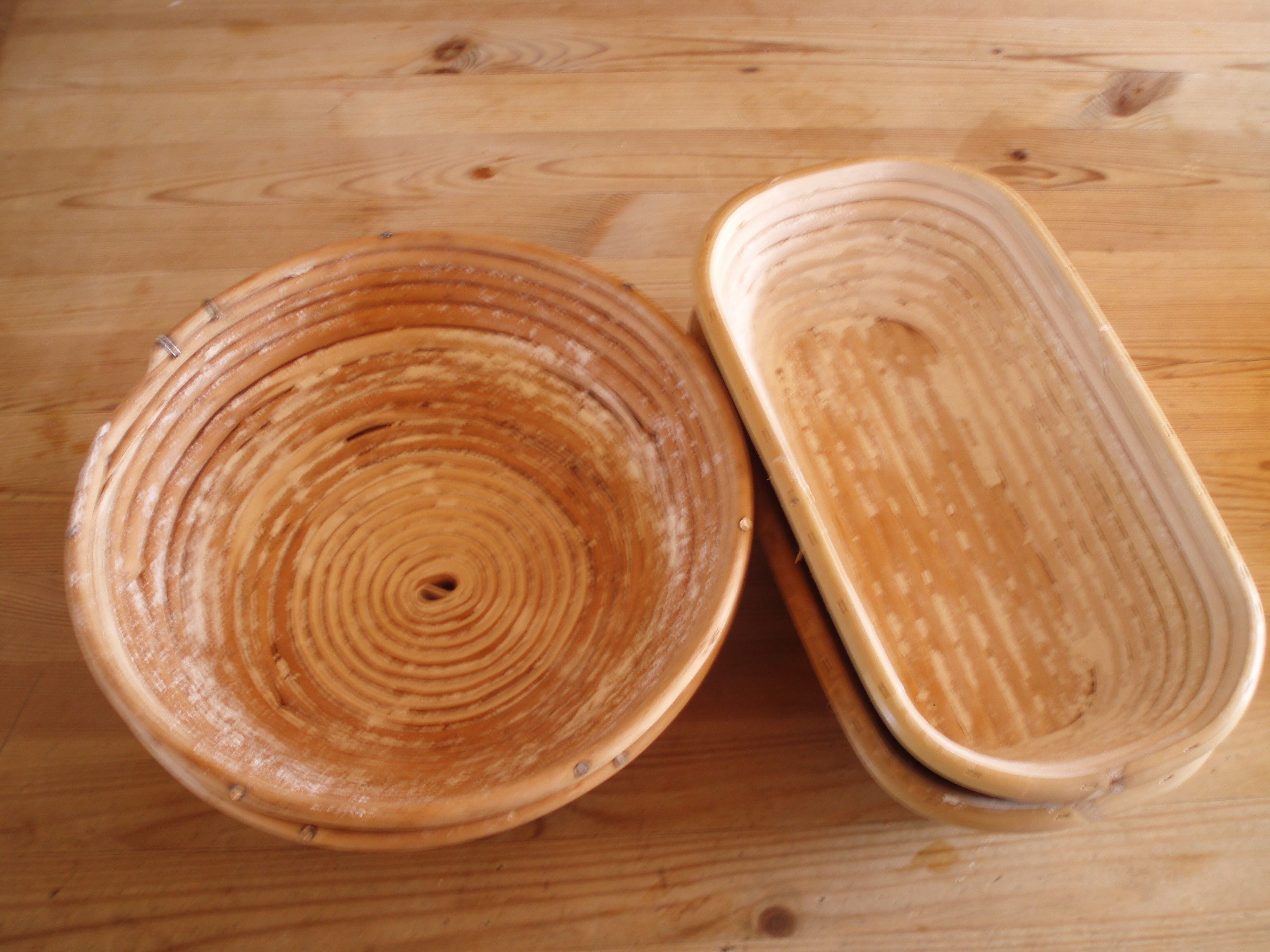
ronde en langwerpige Zweedse terracotta rijsmanden

De manden worden gebruikt voor brooddeeg dat te zacht is of te nat om voorafgaand aan het narijzen zijn vorm te behouden. De mand houdt het deeg in vorm en bij open manden ontstaat door luchtcirculatie een gelijkmatiger rijzing. Een rijsmand wordt niet gebruikt om het brood zelf in te bakken. Als het deeg voldoende gerezen en stevig genoeg is wordt het omgekiept op een bakplaat of in een bakvorm geplaatst en in de oven gezet. Door het gebruik van een rijsmand is deeg met een zachtere lossere structuur toch te verwerken en ontstaat een vorm met het typerende mandpatroon op de korst. Ze worden gebruikt bij ambachtelijk broodbakken maar ook industrieel.

## Vormen en materiaal
Traditioneel werden rijsmanden gemaakt van gevlochten rotan of stro maar er zijn ook manden gemaakt van riet, sparrenpulp, terracotta of kunststof. Sommige rijsmanden hebben een stoffen voering, meestal van linnen, om te voorkomen dat het deeg aan de zijkanten van de mand blijft plakken. Of dit werkt hangt echter af van het gebruikte deeg. Bestrooien van de mand of de voering met meel of aardappelzetmeel voorkomt dit helemaal. Er zijn bakmanden in ronde ovale of langwerpige vormen.